# Internátus
Az internátus (latin eredetű) olyan, iskolák mellett fennálló intézmény, amely a növendékek teljes ellátásáról (lakásáról és élelmezéséről) gondoskodik. A javítóintézetek, az értelmi fogyatékos gyermekek, a vakok, a siketek számára felállított intézetek, árvaházak satöbbi mellett az internátus megszokott intézmény, sőt némelyike el sem képzelhető nélküle, de találunk sok tanítóképző intézet, a vidéki felsőbb leányiskolák és más tan- és nevelőintézetek mellett is internátusokat. Ilyen volt a budapesti Ferenc József-intézet is, vagy a sárospataki kollégium.